# Jung Hye-lim
Jung Hye-lim (née le 1er juillet 1987 à Busan) est une athlète sud-coréenne, spécialiste du 100 m haies.

## Carrière
Elle porte son record personnel à 13 s 04 le 15 juin 2016 à Goseong. En juillet 2017, elle remporte en 13 s 16 le titre asiatique à Bhubaneswar.
Le 26 août 2018, elle remporte le titre des Jeux asiatiques de Jakarta en 13 s 20, devançant l'Indonésienne Emilia Nova (13 s 33).

## Palmarès
| Date | Compétition         | Lieu        | Résultat | Épreuve     | Temps   |
| ---- | ------------------- | ----------- | -------- | ----------- | ------- |
| 2011 | Championnats d'Asie | Kobe        | 2e       | 100 m haies | 13 s 11 |
| 2014 | Jeux asiatiques     | Incheon     | 4e       | 100 m haies | 13 s 39 |
| 2015 | Championnats d'Asie | Wuhan       | 6e       | 100 m haies | 13 s 54 |
| 2017 | Championnats d'Asie | Bhubaneswar | 1re      | 100 m haies | 13 s 16 |
| 2018 | Jeux asiatiques     | Jakarta     | 1re      | 100 m haies | 13 s 20 |

## Records
| Épreuve     | Épreuve   | Performance | Lieu      | Date            |
| ----------- | --------- | ----------- | --------- | --------------- |
| 60 m haies  | En salle  | 8 s 32      | Flagstaff | 21 février 2014 |
| 100 m haies | Plein air | 13 s 04     | Goseong   | 15 juin 2016    |